# Maker Faire
 (septembre 2014).
Si vous disposez d'ouvrages ou d'articles de référence ou si vous connaissez des sites web de qualité traitant du thème abordé ici, merci de compléter l'article en donnant les références utiles à sa vérifiabilité et en les liant à la section « Notes et références ».
La Maker Faire est un événement mondial et itinérant créé par le magazine américain Make (en). Il s'agit du plus grand mouvement au monde regroupant ateliers, présentations et conférences autour des thèmes de la créativité, de la fabrication et des cultures Do it yourself (Faites-le vous-même) et maker[source insuffisante].
Ce type de salon accueille une palette très diversifiée d’exposants : adeptes des technologies, artistes, artisans, éducateurs, inventeurs, hobbyistes, ingénieurs, clubs de science, auteurs, étudiants et commerciaux ; tous viennent pour présenter leurs réalisations et partager leurs connaissances.
Une journée du Maker Faire est organisée chaque année à la Maison-Blanche,.

## Événements réalisés en France
Cette section ne s'appuie pas, ou pas assez, sur des sources secondaires ou tertiaires indépendantes du sujet.

Pour l'améliorer, ajoutez-en, ou placez des modèles {{Source secondaire souhaitée}} ou {{Source secondaire nécessaire}} sur les passages mal sourcés. (novembre 2022)
- 2013 : les 11 et 12 octobre 2013, la France a accueilli pour la première fois une mini Maker Faire à Saint-Malo.
- 2014 : les 21 et 22 juin 2014, Paris a accueilli sa première édition au Cent Quatre.
- 2014 : le 1er octobre 2014, Vitry-sur-Seine accueille sa mini Maker Faire à l'Exploradôme.
- 2015 : les 2 et 3 mai, Paris accueille la Maker Faire à la Foire de Paris (Porte de Versailles).
- 2015 : les 3 et 4 octobre, La Casemate de Grenoble accueille une mini Maker Faire à la Halle Clemenceau.
- 2016 : les 30 avril et 1er mai, Paris accueille sa 3e édition de Maker Faire à la Foire de Paris (Porte de Versailles).
- 2016 : les 9 et 10 juillet, Nantes accueille sa 1re édition de Maker Faire aux machines de l’île, édition ponctué par la venue de plusieurs invités internationaux, et de représentant de Burning man France entre autres.
- 2017 : les 18 et 19 mars, Grenoble accueille une Maker Faire à Alpes Congrès.
- 2017 : du 9 au 11 juin, Paris accueille sa 4e édition à la Cité des sciences et de l'industrie.
- 2018 : du 26 au 27 janvier, Perpignan accueille sa 3e édition Mini Maker Faire Perpignan à l'Imérir (Institut méditerranéen d'étude et de recherche en informatique et robotique), école supérieure de robotique.
- 2018 : du 9 au 11 février, Lille accueille sa 2e Maker Faire Lille au TriPostal en partenariat avec Lille 3000.
- 2018 : du 25 au 27 mai, Strasbourg accueille sa 2e édition Mini Maker Faire Strasbourg au Shadok fabrique du numérique, organisé par AV-Lab
- 2018 : du 2 au 3 juin, Metz accueille sa 1re édition Mini Maker Faire Metz produite par le TCRM Blida, Tiers lieu de production, d'innovation et de création numérique
- 2018 : les 23, 24 et 25 novembre, Paris accueille sa 5e édition Maker Faire Paris à la Cité des sciences et de l'industrie

## Réalisations des lauréats
- APIdou la peluche connectée à la maison (collectif)
- Cell.ion, la machine mathématique d'aide à l'indécision ARSENECA
- Bakou un théâtre magique projeté au plafond (Steven Gauguin)
- BetaBox une boite à secrets à mécanismes (collectif)
- Dualo un instrument de musique (collectif)
- Dulab une table d'ambiance (collectif)
- Weepoo une lunette de toilette de réalité virtuel (collectif)

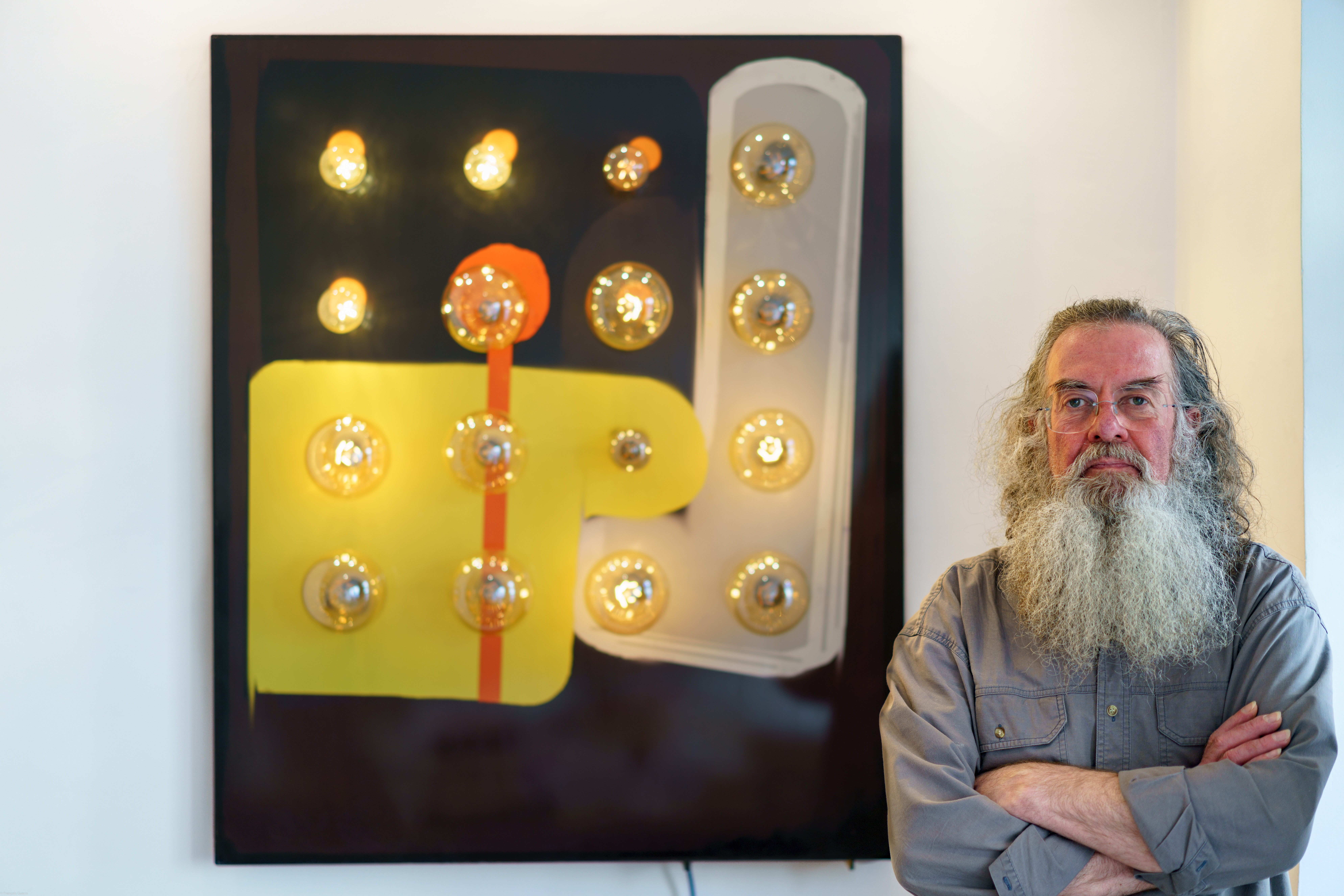
Machine d'aide à l'indécision réalisée par ARSENECA à la Cité des sciences et de l'industrie pour le Maker Faire Paris 2017